# Lomeček
Lomeček (německy Klein Lometz) je malá vesnice, část obce Úmonín v okrese Kutná Hora. Nachází se asi tři kilometry jižně od Úmonína. Lomeček leží v katastrálním území Lomec u Úmonína o výměře 3,66 km².

## Historie
První písemná zmínka o vesnici pochází z roku 1385.

## Fotogalerie

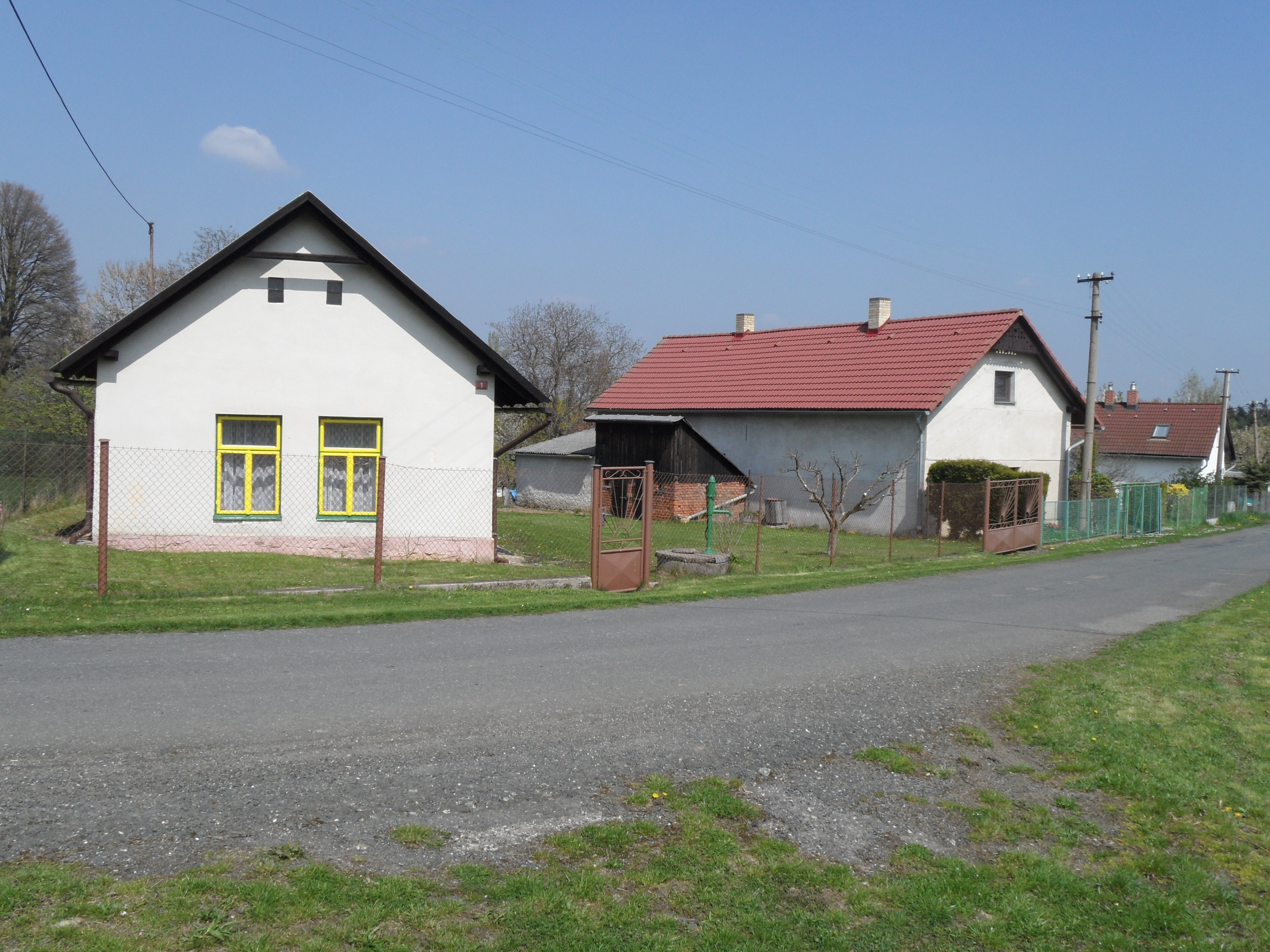
Domy v boční ulici
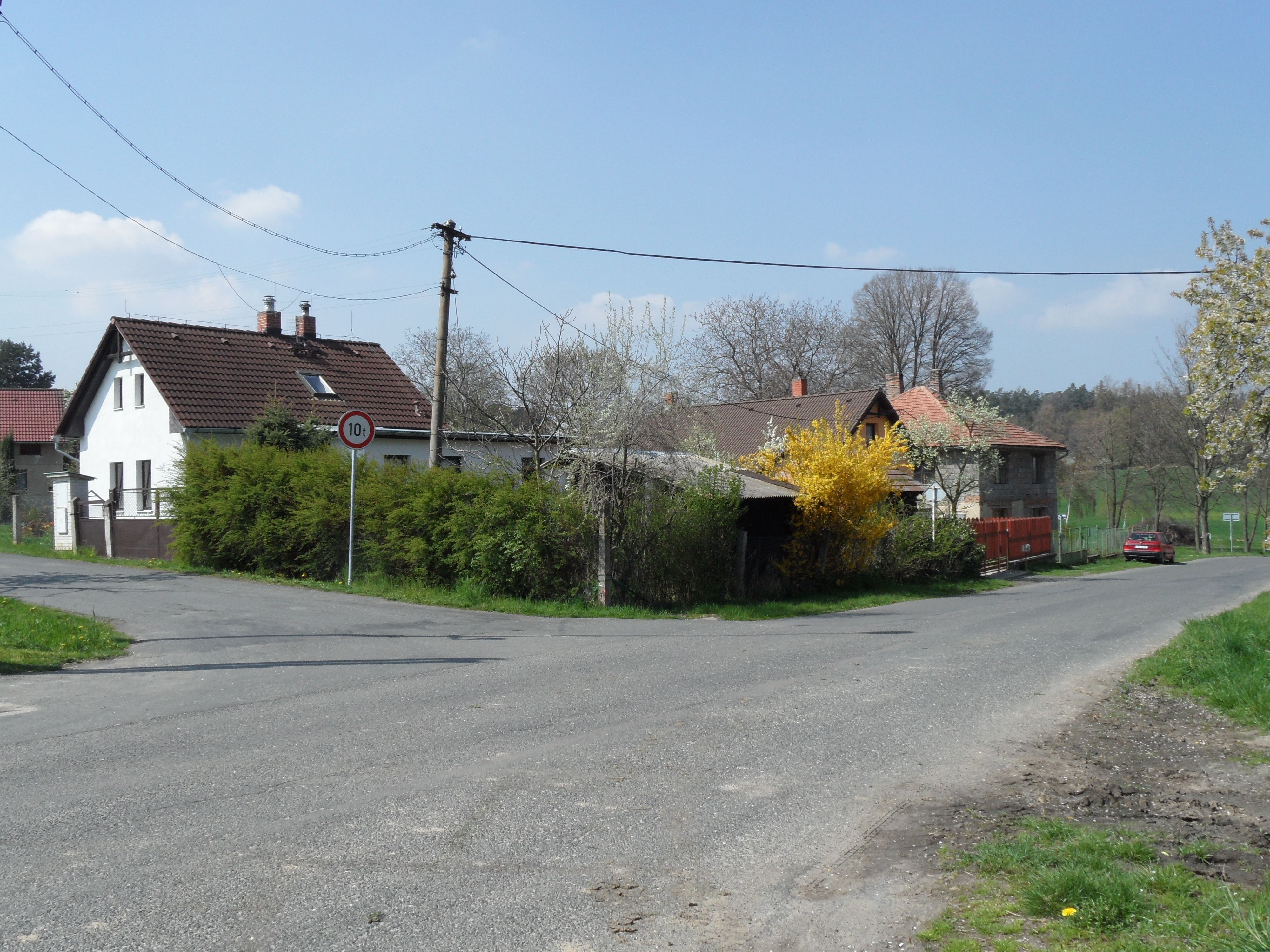
Domy u křižovatky
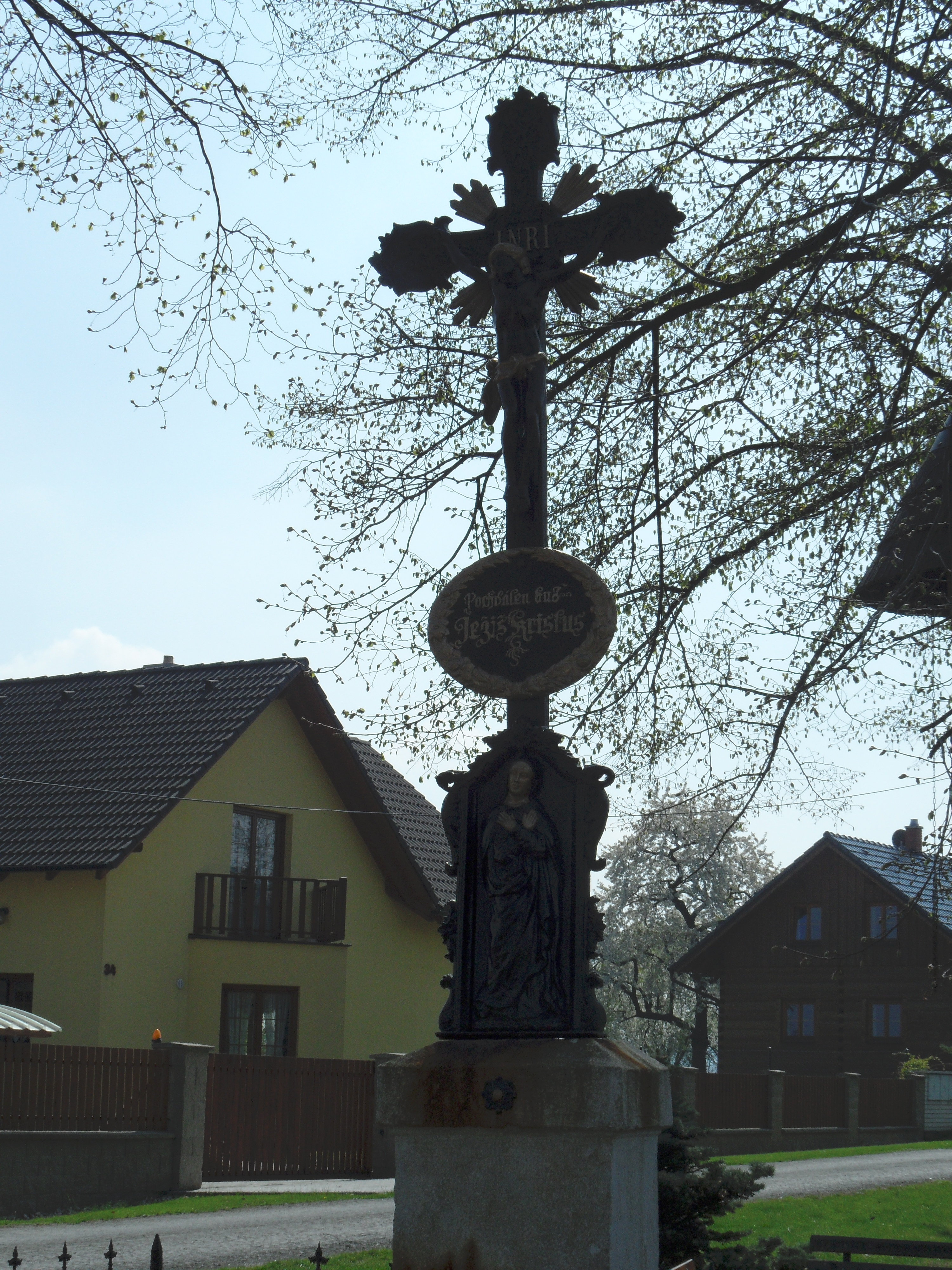
Křížek: detail
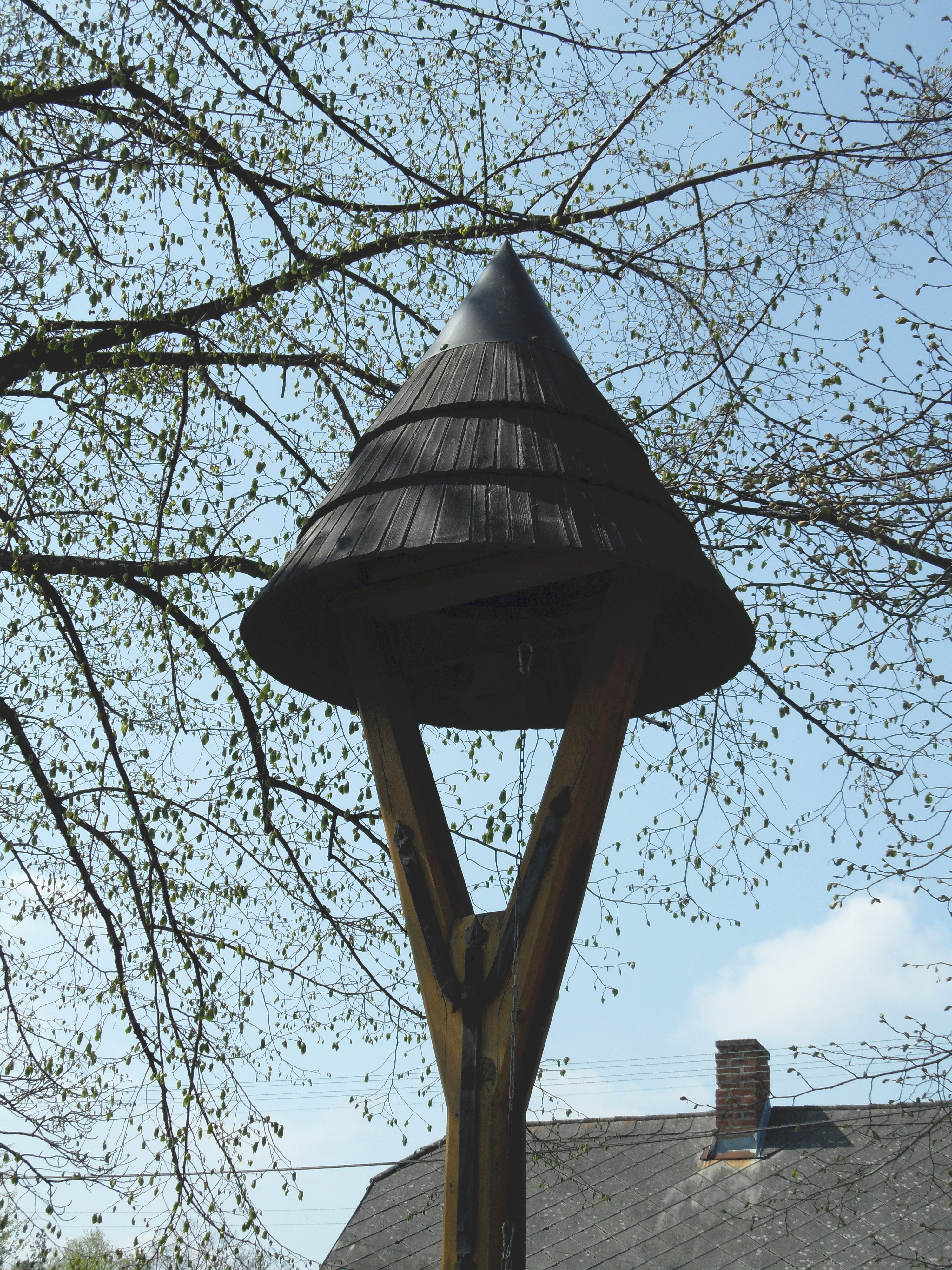
Zvonička: detail